# Dyskografia Urszuli
Dyskografia Urszuli – polskiej wokalistki rockowej.

## Albumy studyjne
| 1983                           | Urszula - Wydawca: Savitor - Nośnik: płyta analogowa, kaseta magnetofonowa - Reedycja: 2011 (Budka Suflera Production) – CD                                                       | 49 |                   |
| 1985                           | Malinowy król - Wydawca: Polton - Nośnik: płyta analogowa, kaseta magnetofonowa - Reedycja: 2011 (Budka Suflera Production) – CD                                                  | 47 |                   |
| 1987                           | Urszula 3 - Wydawca: Arston - Nośnik: płyta analogowa, kaseta magnetofonowa - Reedycja: 2011 (Budka Suflera Production) – CD                                                      | –  |                   |
| 1988                           | Czwarty raz - Wydawca: Polskie Nagrania - Nośnik: płyta analogowa, kaseta magnetofonowa - Reedycja: 2011 (Budka Suflera Production) – CD                                          | –  |                   |
| 1992                           | Urszula & Jumbo - Wydawca: Rock Studio New York / Polton - Nośnik: CD, kaseta magnetofonowa - Reedycja: 2021 (Magic Records) – CD                                                 | –  |                   |
| 1996                           | Biała droga - Wydany: 21 marca - Wydawca: Zic Zac - Nośnik: CD, kaseta magnetofonowa - Reedycja: 2016 (Sony Music Entertainment) – CD, płyta analogowa; 2021 (Magic Records) – CD | –  | - platynowa płyta |
| 1998                           | Supernova - Wydany: 23 listopada - Wydawca: BMG Poland - Nośnik: CD, kaseta magnetofonowa                                                                                         | –  | - platynowa płyta |
| 2001                           | Udar - Wydany: 26 kwietnia - Wydawca: BMG Poland - Nośnik: CD, kaseta magnetofonowa                                                                                               | 9  |                   |
| 2010                           | Dziś już wiem - Wydany: 9 kwietnia - Wydawca: Magic Records - Nośnik: CD, Flash Music - Reedycja: 2010 (Magic Records) – CD+DVD                                                   | 8  | - złota płyta     |
| 2013                           | Eony snu - Wydany: 27 sierpnia - Wydawca: Universal Music Polska - Nośnik: CD | 29 |                   |
| 2014                           | Wielki odlot 2 – Najlepsze 80-te - Wydany: 27 maja - Wydawca: Universal Music Polska - Nośnik: CD, płyta analogowa                                                                | 29 |                   |
| 2020                           | Cud nadziei - Wydany: 27 listopada - Wydawca: Magic Records - Nośnik: CD | –  |                   |
| 2021                           | Teraz ja - Wydany: 22 października - Wydawca: Universal Music Polska - Nośnik: CD                                                                                                 | –  |                   |
| „–” pozycja nie była notowana. | |    |                   |

## Albumy koncertowe
| 1996                           | Akustycznie - Wydany: 6 grudnia - Wydawca: Zic Zac - Nośnik: CD, kaseta magnetofonowa - Reedycja: 2021 (Magic Records) – CD | – | - platynowa płyta |
| 2015                           | Biała droga Live – Woodstock Festival Poland 2015 - Wydany: 20 listopada - Wydawca: Złoty Melon - Nośnik: CD+DVD            | – |                   |
| 2016                           | Biała droga Live - Wydany: 16 września - Wydawca: Universal Music Polska - Nośnik: CD+DVD                                   | – |                   |
| 2017                           | Złote przeboje – akustycznie - Wydany: 17 lutego - Wydawca: Universal Music Polska - Nośnik: CD                             | – |                   |
| „–” pozycja nie była notowana. | |   |                   |

## Albumy kompilacyjne
| 1988                           | The Best of Urszula & Budka Suflera - Wydawca: Rock Studio New York - Nośnik: CD                                                                   | – |               |
| 1992                           | Best of Budka Suflera & Urszula - Wydawca: TA Music - Nośnik: CD, kaseta magnetofonowa                                                             | – |               |
| 1992                           | Greatest Hits of Urszula - Wydawca: Rock Studio - Nośnik: CD, kaseta magnetofonowa                                                                 | – |               |
| 2002                           | The Best - Wydany: 18 czerwca - Wydawca: BMG Poland - Nośnik: CD, kaseta magnetofonowa                                                             | 3 | - złota płyta |
| 2003                           | Złota kolekcja: Baw mnie - Wydany: 22 listopada - Wydawca: EMI Music Poland - Nośnik: CD, kaseta magnetofonowa                                     | – |               |
| 2004                           | Gwiazdy XX wieku: Urszula, największe przeboje (część 1 i 2) - Wydany: 5 lipca (część 1), 20 września (część 2) - Wydawca: BMG Poland - Nośnik: CD | – |               |
| 2015                           | Lubię polskie: Urszula - Przeboje - Wydany: 13 listopada - Wydawca: Sony Music Poland - Nośnik: CD                                                 | – |               |
| 2018                           | Empik prezentuje: Dobre bo polskie - Wydany: 9 lutego - Wydawca: Universal Music Polska - Nośnik: CD                                               | – |               |
| „–” pozycja nie była notowana. | |   |               |

## Single
| 1982                           | „Luz-blues, w niebie same dziury / Bogowie i demony” - Wydawca: Tonpress - Nośnik: płyta analogowa                           | 15 / 17 | –  | 4 / 5 | – | –  | Urszula                                           |
| 1983                           | „Slowly Waking” - Wydawca: Utopia Music (Publ. Holland) - Nośnik: płyta analogowa                                            | –       | –  | –     | – | –  | Music from Poland at Midem '84                    |
| 1996                           | „Na sen” - Wydawca: Zic Zac - Nośnik: CD                                                                                     | 1       | 8  | –     | – | –  | Biała droga                                       |
| 1996                           | „Coraz mniej” - Wydawca: Zic Zac - Nośnik: CD                                                                                | –       | –  | –     | – | –  | Akustycznie                                       |
| 1997                           | „Biała droga” - Wydawca: Zic Zac - Nośnik: CD                                                                                | 2       | –  | –     | – | –  | Biała droga                                       |
| 1997                           | „Akustycznie” - Wydawca: Zic Zac - Nośnik: CD                                                                                | –       | –  | –     | – | –  | Akustycznie                                       |
| 1997                           | „Uwierz… to nie ja” (oraz Kayah) - Wydawca: Zic Zac - Nośnik: CD                                                             | 27      | –  | –     | – | –  | Playboy Play...                                   |
| 1998                           | „Anioł wie...” - Wydawca: BMG Poland / Zic Zac - Nośnik: CD                                                                  | 1       | 12 | –     | – | –  | Supernova                                         |
| 1998                           | „Dnie-ye!” - Wydawca: BMG Poland / Zic Zac - Nośnik: CD                                                                      | 26      | –  | –     | – | –  | Supernova                                         |
| 1998                           | „Żegnaj więc” - Wydawca: BMG Poland / Zic Zac - Nośnik: CD                                                                   | 19      | 20 | –     | – | –  | Supernova                                         |
| 1999                           | „Rysa na szkle” - Wydawca: BMG Poland / Zic Zac - Nośnik: CD                                                                 | 10      | 36 | –     | – | –  | Supernova                                         |
| 1999                           | „Depresja” - Wydawca: BMG Poland / Zic Zac                                                                                   | 37      | –  | –     | – | –  | Supernova                                         |
| 2000                           | „Udar” - Wydawca: BMG Poland / Zic Zac - Nośnik: CD                                                                          | –       | –  | –     | – | –  | Udar                                              |
| 2001                           | „Piesek twist” - Wydawca: BMG Poland - Nośnik: CD                                                                            | 39      | –  | –     | – | –  | Udar                                              |
| 2001                           | „Klub samotnych serc” - Wydawca: BMG Poland - Nośnik: CD                                                                     | 47      | –  | –     | – | –  | Udar                                              |
| 2001                           | „Progress” - Wydawca: BMG Poland - Nośnik: CD                                                                                | –       | –  | –     | – | –  | Udar                                              |
| 2002                           | „To, co było raz (nie wróci już)” - Wydawca: Zic Zac / BMG Poland - Nośnik: CD                                               | 45      | –  | –     | – | –  | The Best                                          |
| 2003                           | „Kto by cię chciał pokochać” - Wydawca: RMF FM/Art FM /Scena FM - Nośnik: CD                                                 | –       | –  | –     | – | –  | RMF FM – Moja i Twoja muzyka                      |
| 2005                           | „Dziś już wiem” - Wydany: 12 września - Wydawca: Magic Records - Nośnik: CD                                                  | 23      | 13 | –     | 1 | 1  | Dziś już wiem                                     |
| 2009                           | „Wstaje nowy dzień” - Wydany: 5 czerwca - Wydawca: Magic Records - Nośnik: radio edit, digital (2011)                        | –       | –  | –     | 4 | 11 | Dziś już wiem                                     |
| 2010                           | „Każdy z nas ma” - Wydany: 1 marca - Wydawca: Magic Records - Nośnik: radio edit, digital (2011)                             | –       | –  | –     | – | 20 | Dziś już wiem                                     |
| 2010                           | „Skaczę na dach” - Wydany: 11 czerwca - Nośnik: radio edit                                                                   | –       | –  | –     | 2 | 16 | Dziś już wiem                                     |
| 2010                           | „Ten drugi” - Wydany: 5 listopada - Nośnik: radio edit                                                                       | –       | –  | –     | – | –  | Dziś już wiem                                     |
| 2013                           | „Miłość” - Wydany: 7 czerwca - Wydawca: Universal Music Polska - Nośnik: digital                                             | –       | –  | –     | – | 21 | Eony snu                                          |
| 2013                           | „Kamienie” - Wydany: 31 sierpnia - Nośnik: radio edit                                                                        | –       | –  | –     | – | –  | Eony snu                                          |
| 2014                           | „Wielki odlot 2” - Wydany: 6 maja - Nośnik: radio edit                                                                       | –       | –  | –     | – | –  | Wielki odlot 2 – Najlepsze 80-te                  |
| 2014                           | „Mała” - Wydany: 10 listopada - Nośnik: radio edit                                                                           | –       | –  | –     | – | –  | Wielki odlot 2 – Najlepsze 80-te                  |
| 2015                           | „Na sen” - Wydany: 4 listopada - Nośnik: promo video                                                                         | –       | –  | –     | – | –  | Biała droga Live – Woodstock Festival Poland 2015 |
| 2015                           | „Konik na biegunach” - Wydany: 16 listopada - Nośnik: promo video                                                            | –       | –  | –     | – | –  | Biała droga Live – Woodstock Festival Poland 2015 |
| 2015                           | „Ja płaczę” - Wydany: 30 listopada - Nośnik: promo video                                                                     | –       | –  | –     | – | –  | Biała droga Live – Woodstock Festival Poland 2015 |
| 2016                           | „Król w Malinach” - Wydany: marzec - Wydawca: Sony Music Entertainment - Nośnik: radio edit                                  | –       | –  | –     | – | –  | Biała droga (Reedycja)                            |
| 2018                           | „O Mnie, O Tobie” - Wydany: 30 stycznia - Wydawca: Universal Music Polska - Nośnik: digital                                  | –       | –  | –     | – | –  |                                                   |
| 2020                           | „Cud Nadziei (Radio Edit)” - Wydany: 20 listopada - Wydawca: Universal Music Polska - Nośnik: digital                        | –       | –  | –     | – | –  | Cud nadziei                                       |
| 2020                           | „Dzień Jeden W Roku (Radio Edit)” - Wydany: 20 listopada - Wydawca: Universal Music Polska - Nośnik: digital                 | –       | –  | –     | – | –  | Cud nadziei                                       |
| 2020                           | „Kiedy W Nas Rozbrzmiewa Kolęd Czas (Radio Edit)” - Wydany: 20 listopada - Wydawca: Universal Music Polska - Nośnik: digital | –       | –  | –     | – | –  | Cud nadziei                                       |
| 2020                           | „Twój Świąteczny Dzień (Radio Edit)” - Wydany: 20 listopada - Wydawca: Universal Music Polska - Nośnik: digital              | –       | –  | –     | – | –  | Cud nadziei                                       |
| 2020                           | „W Ciszy (Radio Edit)” - Wydany: 20 listopada - Wydawca: Universal Music Polska - Nośnik: digital                            | –       | –  | –     | – | –  | Cud nadziei                                       |
| 2021                           | „Kilka Słów” - Wydany: 3 sierpnia - Wydawca: Universal Music Polska - Nośnik: digital                                        | –       | –  | –     | – | –  | Teraz ja                                          |
| 2021                           | „Zaczaruj” - Wydany: 15 października - Wydawca: Universal Music Polska - Nośnik: digital                                     | –       | –  | –     | – | –  | Teraz ja                                          |
| „–” pozycja nie była notowana. | |         |    |       |   |    |                                                   |

### Inne notowane utwory
| 1982                           | „Fatamorgana '82”                            | 4  | –  | 6 | – | – | Urszula                         |
| 1983                           | „Noc komety” (oraz Budka Suflera)            | 5  | –  | 2 | – | – | Greatest Hits II                |
| 1983                           | „Ciotka P”                                   | –  | –  | 3 | – | – | Urszula                         |
| 1983                           | „Dmuchawce, latawce, wiatr”                  | 1  | 29 | 1 | – | – | Urszula                         |
| 1983                           | „Michelle ma belle”                          | 20 | –  | 2 | – | – | Urszula                         |
| 1983                           | „Rodezja-finezja”                            | –  | –  | 2 | – | – | Urszula                         |
| 1983                           | „Totalna hipnoza”                            | –  | –  | 2 | – | – | Urszula                         |
| 1984                           | „Jest taki samotny dom” (oraz Budka Suflera) | –  | –  | 2 | – | – | 1974 – 1984                     |
| 1984                           | „Malinowy król”                              | 2  | –  | 1 | – | – | Malinowy król                   |
| 1984                           | „Polka idolka”                               | 34 | –  | 1 | – | – | Żeglując w dobry czas           |
| 1984                           | „Podwórkowa kalkomania”                      | 9  | –  | 1 | – | – | Malinowy król                   |
| 1984                           | „Twoje zdrowie mała”                         | –  | –  | 1 | – | – | Malinowy król                   |
| 1984                           | „Wielki odlot”                               | 14 | –  | 2 | – | – | Malinowy król                   |
| 1985                           | „Szał sezonowej mody”                        | 12 | –  | 1 | – | – | Malinowy król                   |
| 1985                           | „Temat Bożeny”                               | 23 | –  | – | – | – | Malinowy król                   |
| 1985                           | „Wołam znów przez sen”                       | –  | –  | 2 | – | – | Malinowy król                   |
| 1985                           | „Próba sił”                                  | 21 | –  | – | – | – | Gwiazdy polskiej muzyki lat 80. |
| 1985                           | „Baw mnie” (oraz Seweryn Krajewski)          | –  | –  | 1 | – | – | Baw mnie                        |
| 1986                           | „Pod latarnią” (Klincz)                      | –  | –  | – | – | – | Jak lodu bryła                  |
| 1986                           | „Powiedz ile masz lat”                       | 7  | –  | 1 | – | – | Urszula 3                       |
| 1986                           | „Kto zamiast mnie”                           | 26 | –  | 3 | – | – | Urszula 3                       |
| 1986                           | „Jestem ogniem”                              | 30 | –  | 2 | – | – | Urszula 3                       |
| 1986                           | „Bez toastów”                                | 22 | –  | 2 | – | – | Urszula 3                       |
| 1987                           | „Czeska biżuteria”                           | 26 | –  | 3 | – | – | Urszula 3                       |
| 1987                           | „Sweet sweet tulipan”                        | –  | –  | 3 | – | – | Złota kolekcja – Ale Seriale    |
| 1987                           | „Koty” (oraz Klincz)                         | –  | –  | 6 | – | – | Jak lodu bryła                  |
| 1988                           | „Brazylia mieszka we mnie”                   | –  | –  | – | – | – | Urszula 3                       |
| 1988                           | „Raz”                                        | –  | –  | 8 | – | – | Czwarty raz                     |
| 1988                           | „Czy to miłość to co czuję”                  | 24 | –  | 6 | – | – | Czwarty raz                     |
| 1989                           | „Doganiając krótki dzień”                    | –  | –  | – | – | – | Czwarty raz                     |
| 1989                           | „Niebanalne życie”                           | –  | –  | 3 | – | – | Czwarty raz                     |
| 1989                           | „Rysa na szkle”                              | 3  | –  | 3 | – | – | Greatest Hits of Urszula        |
| 1989                           | „Smutno jest w zoo”                          | –  | –  | – | – | – | Urszula & Jumbo                 |
| 1992                           | „I Am On My Own”                             | –  | –  | – | – | – | Urszula & Jumbo                 |
| 1994                           | „Bez ciebie nie ma mnie (Euforia)”           | –  | –  | – | – | – | Biała droga                     |
| 1994                           | „Konik na biegunach” (oraz Jumbo)            | 11 | –  | – | – | – | Biała droga                     |
| 1995                           | „Woodstock ’94”                              | 21 | –  | – | – | – | Biała droga                     |
| 1996                           | „Niebo dla ciebie”                           | 1  | –  | – | – | – | Biała droga                     |
| 1996                           | „Ja płaczę”                                  | 6  | –  | – | – | – | Biała droga                     |
| 1997                           | „Dmuchawce, latawce, wiatr”                  | –  | –  | – | – | – | Akustycznie                     |
| 1997                           | „Za twoje zdrowie mała”                      | –  | –  | – | – | – | Akustycznie                     |
| 2003                           | „Jeśli mnie nie znasz”                       | –  | –  | – | – | – | RMF FM – Moja i Twoja muzyka    |
| 2016                           | „Sztylet”                                    | –  | –  | – | – | – | RMF FM – Moja i Twoja muzyka    |
| „–” pozycja nie była notowana. |                                              |    |    |   |   |   |                                 |

## Płyty sesyjne
| Rok  | Album                                                                   | Uwagi                                                             |
| ---- | ----------------------------------------------------------------------- | ----------------------------------------------------------------- |
| 1981 | Maria Jeżowska – Jadę w świat - Wydawca: Wifon                          | - wokal wspierający                                               |
| 1984 | Budka Suflera – 1974 – 1984 - Wydawca: Polskie Nagrania                 | - wokal w utworach „Cień wielkiej góry” i „Jest taki samotny dom” |
| 1988 | Budka Suflera – American Tour - Wydawca: Polam Enterteiment             | - wokal wspierający                                               |
| 1988 | Klincz – Jak lodu bryła - Wydawca: Pronit                               | - wokal w utworach „Pod latarnią” i „Koty”                        |
| 1989 | Obywatel G. C. – Stan strachu - Wydawca: Polskie Nagrania               | - głos                                                            |
| 1994 | Budka Suflera – Budka w Operze, Live From Sopot ’94 - Wydawca: TA Music | - wokal wspierający                                               |
| 2009 | Czarno Czarni – Nudny świat - Wydawca: RockRevolution                   | - wokal w utworze „Pierwszy wiersz”                               |
| 2012 | Jary Band – Trudno powiedzieć - Wydawca: Fonografika                    | - wokal w utworze „Jesteś tu”                                     |
| 2015 | Pectus – Kobiety - Wydawca: AGORA S.A.                                  | - wokal w utworze „Za kogo ty się masz”                           |

## Składanki
| Rok  | Tytuł                                                      | Wytwórnia                       | Utwory                                                                                     |
| ---- | ---------------------------------------------------------- | ------------------------------- | ------------------------------------------------------------------------------------------ |
| 1977 | Laureaci XIII FPR Zielona Góra '77                         | Polskie Nagrania                | „Kopciuszek”                                                                               |
| 1983 | Na luzie                                                   | Savitor                         | „Fatamorgana'82”                                                                           |
| 1983 | Aerobik                                                    | Tonpress                        | „Luz – blues w niebie same dziury”                                                         |
| 1984 | TOP '83                                                    | Klub Płytowy Razem              | „Dmuchawce, latawce, wiatr”                                                                |
| 1984 | Przeboje 40-lecia vol. 5                                   | Polskie Nagrania                | „Dmuchawce, latawce, wiatr”                                                                |
| 1984 | Music from Poland '84                                      | ZPR                             | „Slowly Walking”                                                                           |
| 1985 | TOP '84                                                    | Klub Płytowy Razem              | „Malinowy król”                                                                            |
| 1985 | TOP '84                                                    | Polskie Nagrania                | „Malinowy król”                                                                            |
| 1986 | Music from Poland at Midem '86                             | Polskie Nagrania                | „Light Up My Senses” (z Klincz)                                                            |
| 1987 | Żeglując w dobry czas                                      | MAK                             | „Polka idolka”                                                                             |
| 1996 | Melodie z ulubionych seriali 1964-1989 vol. 2              | Pomaton                         | „Sweet, Sweet Tulipan”                                                                     |
| 1997 | Być wolnym                                                 | Tic Tac                         | „Co się z tobą dzieje”                                                                     |
| 1997 | Wznieś serce                                               | Columbia                        | „Niebo dla ciebie”                                                                         |
| 1997 | Przystanek Woodstock '96                                   | Polskie Nagrania                | „Jesteś wolny, Na sen”                                                                     |
| 1998 | Polska młodzież śpiewa zagraniczne piosenki 2              | Takt/Machina                    | „What Is And What Should Never Be”                                                         |
| 1999 | Rower Błażeja                                              | Columbia                        | „Żegnaj więc”                                                                              |
| 1999 | Ale seriale!                                               | Pomaton EMI                     | „Sweet Sweet Tulipan”, „Baw mnie”                                                          |
| 2000 | Okrągła dziesiątka Radia Zet                               | Sony Music Entertainment Poland | „Na sen”                                                                                   |
| 2001 | 9th Radio Conference Poland                                | BMG Poland                      | „Piesek twist”                                                                             |
| 2002 | Pokochaj moje marzenia                                     | Property & Music                | „Miłość utraconych szans”                                                                  |
| 2003 | Radio Zet. Więcej muzyki                                   | Naj/BMG                         | „Na sen”                                                                                   |
| 2003 | RMF FM – Moja i Twoja muzyka                               | RMF FM/Art FM /Scena FM         | „Kto by cię chciał pokochać”                                                               |
| 2003 | Ladies                                                     | Sony BMG Music                  | „Gdy mi ciebie zabraknie”                                                                  |
| 2004 | Wybrane przeboje z albumu Ladies                           | Claudia                         | „Gdy mi ciebie zabraknie”                                                                  |
| 2004 | Radio Zet – Tylko wielkie przeboje – nie tylko na karnawał | Universal Music Polska          | „Konik na biegunach”                                                                       |
| 2005 | M jak miłość                                               | Universal Music Polska          | „Dziś już wiem (radio edit)”                                                               |
| 2005 | Radio Zet – Przeboje 2005/2006                             | Universal Music Polska          | „Dziś już wiem (radio edit)”                                                               |
| 2006 | Radio Zet Czułe Granie – Przeboje na Lato 2006             | Universal Music Polska          | „Dziś już wiem (radio edit)”                                                               |
| 2006 | Radio Zet Przeboje Na Zimę                                 | Universal Music Polska          | „Dziś już wiem (radio edit)”                                                               |
| 2007 | RMF FM Najlepsza muzyka po polsku                          | Universal Music Polska          | „Dziś już wiem (radio edit)”, „Na sen”                                                     |
| 2008 | Radio Zet Siła Muzyki Lato 2008                            | Universal Music Polska          | „Dmuchawce, latawce, wiatr”                                                                |
| 2008 | RMF FM Najlepsza muzyka po polsku vol. 2                   | Universal Music Polska          | „Rysa na szkle”                                                                            |
| 2008 | RMF FM Najlepsza muzyka do samochodu                       | Universal Music Polska          | „Rysa na szkle”                                                                            |
| 2009 | Radio Zet – Przeboje na Lato 2009                          | Universal Music Polska          | „Wstaje nowy dzień”                                                                        |
| 2009 | RMF FM Najlepsza muzyka po polsku vol. 3                   | Universal Music Polska          | „Niebo dla ciebie”, „Wstaje nowy dzień”, „Konik na biegunach”, „Dmuchawce, latawce, wiatr” |
| 2009 | Przebój Roku 2009                                          | Universal Music Polska          | „Wstaje nowy dzień”                                                                        |
| 2010 | Songs About Love                                           | Universal Music Polska          | „Dziś już wiem (radio edit)”                                                               |
| 2010 | Radio Zet Siła Muzyki Lato 2010                            | Universal Music Polska          | „Każdy z nas ma”                                                                           |
| 2010 | Radio Zet – Największe Przeboje na Zimę 2010/2011          | Universal Music Polska          | „Skaczę na dach”                                                                           |
| 2011 | Radio Wawa – Muzyczne Biuro Zamówień                       | Universal Music Polska          | „Każdy z nas ma”                                                                           |
| 2011 | RMF FM Polskie przeboje                                    | Universal Music Polska          | „Ten drugi”                                                                                |
| 2012 | 20 lat Radia Wawa – Miłość                                 | Universal Music Polska          | „Niebo dla ciebie”                                                                         |
| 2012 | Dwadzieścia lat Radia Wawa – Party                         | Universal Music Polska          | „Za twoje zdrowie mała”                                                                    |
| 2012 | Muzyczne Biuro Zamówień część 2                            | Universal Music Polska          | „Konik na biegunach”                                                                       |
| 2013 | Polska Muzyka Radia Zet                                    | Sony Music Entertainment Poland | „Niebo dla ciebie”                                                                         |
| 2013 | Radio Wawa „Lato 2013”                                     | Universal Music Polska          | „Miłość”                                                                                   |
| 2013 | RMF Polskie Przeboje 2013                                  | Universal Music Polska          | „Miłość”                                                                                   |
| 2013 | Radio Wawa „Jesień 2013”                                   | Universal Music Polska          | „Miłość”                                                                                   |
| 2013 | RMF Kolędy                                                 | Universal Music Polska          | „W żłobie leży”                                                                            |
| 2014 | Radio Wawa „Zima 2014”                                     | Universal Music Polska          | „Miłość”, „Wstaje nowy dzień”                                                              |
| 2014 | Miłość mi wszystko wyjaśniła                               | Sony Music Entertainment Poland | „Za tę chwilę”, „Dziewczyna zawiedziona”                                                   |
| 2014 | Kultowe Polskie Przeboje III                               | MTJ                             | „Rysa na szkle (akustycznie)”                                                              |
| 2014 | Super Fresh Hits po polsku                                 | Muzodajnia.pl                   | „Wielki odlot 2”                                                                           |
| 2014 | Jazda na Wakacje                                           | Universal Music Polska          | „Wielki odlot 2”                                                                           |
| 2014 | RMF Polskie Przeboje 2014                                  | Universal Music Polska          | „Wielki odlot 2”                                                                           |
| 2014 | Polska muzyka lat 90-tych                                  | Universal Music Polska          | „Na sen”                                                                                   |
| 2014 | Zawsze Polska Muzyka                                       | Universal Music Polska          | „Mała”                                                                                     |
| 2015 | Polska Muzyka 2000-2010                                    | Universal Music Polska          | „Dziś już wiem”                                                                            |
| 2018 | RMF Polskie Przeboje 2018                                  | Universal Music Polska          | „O Mnie, o Tobie”, „Malinowy król”                                                         |

## Teledyski
| Rok         | Tytuł                                                                           | Reżyser                                                                             | Album                                             |
| ----------- | ------------------------------------------------------------------------------- | ----------------------------------------------------------------------------------- | ------------------------------------------------- |
| 1982        | „Fatamorgana`82”                                                                | Aleksandra Laska–Wołek                                                              | Urszula                                           |
| 1982        | „Bogowie i demony”                                                              | Aleksandra Laska–Wołek                                                              | Urszula                                           |
| 1983        | „Luz – blues w niebie same dziury”                                              | Aleksandra Laska–Wołek                                                              | Urszula                                           |
| 1983        | „Ciotka P”                                                                      | Aleksandra Laska–Wołek                                                              | Urszula                                           |
| 1983        | „Dmuchawce, latawce, wiatr”                                                     |                                                                                     | Urszula                                           |
| 1983        | „Rodezja – finezja”                                                             |                                                                                     | Urszula                                           |
| 1983        | „Totalna hipnoza”                                                               |                                                                                     | Urszula                                           |
| 1984        | „Michelle ma belle”                                                             | Krzysztof Riege (z programu telewizyjnego Malinowy król, scenariusz: Miron Zajfert) | Urszula                                           |
| 1984        | „Malinowy król”                                                                 | Krzysztof Riege (z programu telewizyjnego Malinowy król, scenariusz: Miron Zajfert) | Malinowy król                                     |
| 1984        | „Podwórkowa kalkomania”                                                         | Krzysztof Riege (z programu telewizyjnego Malinowy król, scenariusz: Miron Zajfert) | Malinowy król                                     |
| 1984        | „Wielki odlot”                                                                  | Krzysztof Riege (z programu telewizyjnego Malinowy król, scenariusz: Miron Zajfert) | Malinowy król                                     |
| 1984        | „Twoje zdrowie mała” (także realizacja TVP2 w hotelu; Urszula w roli pokojówki) | Krzysztof Riege (z programu telewizyjnego Malinowy król, scenariusz: Miron Zajfert) | Malinowy król                                     |
| 1984        | „Temat Bożeny”                                                                  | Krzysztof Riege (z programu telewizyjnego Malinowy król, scenariusz: Miron Zajfert) | Malinowy król                                     |
| 1985        | „Szał sezonowej mody”                                                           | Krzysztof Riege (z programu telewizyjnego Malinowy król, scenariusz: Miron Zajfert) | Malinowy król                                     |
| 1986        | „Powiedz ile masz lat”                                                          |                                                                                     | Urszula 3                                         |
| 1988        | „Raz”                                                                           |                                                                                     | Czwarty raz                                       |
| 1988        | „Czy to miłość to co czuję”                                                     |                                                                                     | Czwarty raz                                       |
| 1989        | „Niebanalne życie”                                                              |                                                                                     | Czwarty raz                                       |
| 1994 / 2021 | „I Am On My Own”                                                                | Jacek Wroński                                                                       | Urszula & Jumbo                                   |
| 1994        | „Bez ciebie nie ma mnie”                                                        | Kuba Wojewódzki                                                                     | Biała droga                                       |
| 1996        | „Na sen”                                                                        |                                                                                     | Biała droga                                       |
| 1996        | „Niebo dla ciebie”                                                              |                                                                                     | Biała droga                                       |
| 1996        | „Ja płaczę”                                                                     |                                                                                     | Biała droga                                       |
| 1997        | „Biała droga”                                                                   | (wersja koncertowa)                                                                 | Biała droga                                       |
| 1997        | „Coraz mniej”                                                                   |                                                                                     | Akustycznie                                       |
| 1997        | „Dmuchawce, latawce, wiatr”                                                     | (wersja koncertowa)                                                                 | Akustycznie                                       |
| 1997        | „Uwierz… to nie ja” (oraz Kayah)                                                |                                                                                     | Playboy Play...                                   |
| 1998        | „Anioł wie...”                                                                  | Bolesław Pawica                                                                     | Supernova                                         |
| 1999        | „Żegnaj więc”                                                                   | Piotr Rzepliński                                                                    | Supernova                                         |
| 2001        | „Piesek twist”                                                                  |                                                                                     | Udar                                              |
| 2001        | „Klub samotnych serc”                                                           |                                                                                     | Udar                                              |
| 2001        | „Progress”                                                                      |                                                                                     | Udar                                              |
| 2003        | „Kto by cię chciał pokochać”                                                    | RMF FM – Moja i Twoja muzyka                                                        |                                                   |
| 2005        | „Dziś już wiem”                                                                 | Dziś już wiem                                                                       |                                                   |
| 2010        | „Każdy z nas ma”                                                                | Dziś już wiem                                                                       |                                                   |
| 2010        | „Ten drugi”                                                                     | Dziś już wiem                                                                       |                                                   |
| 2013        | „Miłość”                                                                        | Eony snu                                                                            |                                                   |
| 2014        | „Wiara”                                                                         | Eony snu                                                                            |                                                   |
| 2014        | „Kamienie”                                                                      | Eony snu                                                                            |                                                   |
| 2014        | „Wielki odlot 2”                                                                | Wielki odlot 2 – Najlepsze 80-te                                                    |                                                   |
| 2015        | „Na sen”                                                                        | (wersja koncertowa)                                                                 | Biała droga Live – Woodstock Festival Poland 2015 |
| 2015        | „Konik na biegunach”                                                            | (wersja koncertowa)                                                                 | Biała droga Live – Woodstock Festival Poland 2015 |
| 2015        | „Ja płaczę”                                                                     | (wersja koncertowa)                                                                 | Biała droga Live – Woodstock Festival Poland 2015 |
| 2016        | „Sztylet”                                                                       |                                                                                     |                                                   |
| 2018        | „O mnie, o Tobie”                                                               | Pascal Pawliszewski                                                                 |                                                   |
| 2020        | „Od piątku do poniedziałku”                                                     | (teledysk w całości nakręcony przez fanów)                                          |                                                   |
| 2021        | „Wishing well”                                                                  | Grace Sekelewski                                                                    | Urszula & Jumbo (reedycja)                        |
| 2021        | „Rysa na szkle”                                                                 | Dawid Ziemba                                                                        | Supernova (Reedycja)                              |
| 2021        | „Kilka Słów”                                                                    | Dawid Ziemba                                                                        | Teraz ja                                          |
| 2021        | „Zaczaruj”                                                                      | Maciek Lipiński                                                                     | Teraz ja                                          |